# Бео
Бео (Gracula) — рід горобцеподібних птахів родини Шпакові (Sturnidae). Представники роду відомі тим, що вміють імітувати різні звуки, включаючи і людську мову (як це роблять і папуги).

## Опис
Забарвлення цих птахів глянцево-чорне. Дзьоб — жовтий. Розмір тіла, зазвичай, сягає 20 см. Живуть в середньому, 15-30 років.

## Класифікація

Мапа поширення представників роду Gracula

Рід  Gracula має п'ять видів:
- Gracula religiosa — бео священний
- Gracula indica — бео південний
- Gracula enganensis — бео енганський
- Gracula robusta — бео великий
- Gracula ptilogenys — бео цейлонський